# Bibikovana traubi
Bibikovana traubi är en loppart som först beskrevs av Holland 1969.  Bibikovana traubi ingår i släktet Bibikovana och familjen Pygiopsyllidae. Inga underarter finns listade i Catalogue of Life.